# Конфликт интересов и клинические исследования в психиатрии
Конфликт интересов в психиатрии — ситуация, когда на психиатра излишне сильно влияют какие-либо обстоятельства, являющиеся второстепенными по отношению к его профессиональной деятельности (к благополучию его пациентов; к развитию науки, если он исследователь; к обучению студентов, если он преподаватель). Данное определение присутствует в статье Марио Мая, известного психиатра, впоследствии — президента Всемирной психиатрической ассоциации.

## Разновидности конфликта интересов в психиатрии
Финансовым конфликтом интересов, по М. Маю, является конфликт между интересами, связанными с благополучием пациента или развитием науки, и вторичными интересами, связанными с желанием получить финансовую выгоду для себя или своего учреждения. Тема финансового конфликта в авторитетных источниках рассматривалась часто, причём описаны преимущественно те разновидности этого конфликта, которые возникают в результате взаимодействия психиатров с фирмами, производящими лекарства.

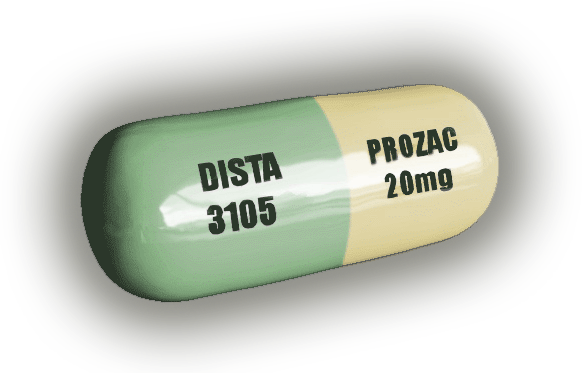
Капсула флуоксетина (прозака)

М. Май упоминает также о случаях существования финансового конфликта другого рода: источниками финансовых конфликтов в этих случаях являются не взаимоотношения психиатров с фармакофирмами, а (опять-таки оплачиваемые) взаимоотношения их с различными общественными или частными агентствами: например, адвокатской конторой. Указывает М. Май и на существование нефинансовых конфликтов интересов: преданность исследователя тому виду лечения, которым он занимается, или же, например, наличие интереса, отражающего политические пристрастия психиатра.

## Предубеждённость при проведении исследований, публикации их результатов и анализе
В высокоавторитетных источниках, посвящённых доказательным стандартам в области лечения депрессии и других психических расстройств, указывались такие проблемы, как:
- явное и скрытое влияние законных интересов спонсоров исследования на его результаты, приводящее к тому, что результаты исследований III фазы часто оказываются сомнительными[3]:14;
- постоянная тенденция предания гласности лишь положительных результатов исследований, припрятывания и замалчивания отрицательных[3]:14,182[4][5] — у работ с положительными результатами в два раза больше шансов быть опубликованными (как правило, в более престижных и соответственно в более цитируемых изданиях); существует тенденция многократно публиковать одни и те же результаты, по-разному оформленные[4];
- использование в метаанализах лишь наиболее благоприятных результатов исследований[4];
- искажение сути полученных данных при использовании научных работ[4];
- оригинальные статьи часто являются лишь пересказом других источников, причём упоминаются только те публикации, которые подкрепляют определённые выводы, — таким образом, список источников в научных сообщениях часто создаёт неверное представление о значительно большем количестве исследований, чем было проведено на самом деле[4].

Марио Май отмечает:
В последние несколько лет мне встречались явно тенденциозные клинические руководства и предвзятые обзоры и редакционные статьи; мне известно несколько случаев издательских фальсификаций (т. е. публикации исследовательских отчетов, глав книг или редакционных статей, подписанных исследователями, но на самом деле выполненных фармакофирмами), и я слышал о нескольких случаях избирательного отношения к публикации результатов исследований.
Согласно утверждениям, высказываемым правительственными следователями и адвокатами истцов (в судебных процессах против фармкомпаний), многие статьи-исследования антипсихотиков (нейролептиков) были обдуманы в отделах маркетинга фармакокомпаний, написаны литературными «неграми», а затем подписаны известными врачами — и это создавало иллюзию, что врачи осуществляли свои исследования независимо друг от друга (The New York Times, 2010 г.).

## Причины и способы формирования финансового альянса
Известный американский врач M. Анджелл отмечает, что, когда некоторые штаты ввели в действие законы о гласности, требующие, чтобы фармацевтические компании сообщали обо всех перечисляемых врачам платежах, оказалось, что психиатры получают больше денег от фармкомпаний, чем врачи любой другой специальности. Примерно пятая часть финансирования Американской психиатрической ассоциации поступает от фармкомпаний.
Среди причин такого положения дел, которые называет M. Анджелл (а также Д. Карлат, на книгу которого «Помешанный» ссылается Анджелл), следующие:
- психиатрия является специальностью, интенсивно применяющей лекарственные препараты;
- субъективность диагнозов в психиатрии и возможность расширения диагностических границ;
- отсутствие объективных признаков для психических заболеваний, лабораторных данных или результатов МРТ, позволяющих верно ставить диагноз;
- отсутствие рациональных причин для предпочтения одного средства лечения другому.

Как пишет M. Анджелл, психиатры часто получают внимание и щедрое вознаграждение от фармацевтических компаний — индивидуально и коллективно, напрямую и косвенно: подарки, предоставление бесплатных образцов, плата за работу при наёме психиатров в качестве консультантов и докладчиков, доставление психиатрам продуктов питания, оплата участия в конференциях, а также снабжение «образовательными» материалами. Фармацевтическая промышленность спонсирует заседания Американской психиатрической ассоциации и другие психиатрические конференции.
В 1998 году в письме к президенту Американской психиатрической ассоциации (АПА) Родриго Муньосу Лорен Мошер, американский психиатр, эксперт по шизофрении, основатель проекта «Сотерия», указывал:
На данном этапе истории, по моему мнению, психиатрию почти полностью купили фармацевтические компании. АПА не могла бы продолжать существовать без поддержки, которую оказывают фармацевтические компании при проведении собраний, симпозиумов, семинаров, пышных корпоративных ланчей, при размещении рекламы в журналах, распределении неограниченных грантов на образование и т.д., и т.д.
Лорен Мошер, Ричард Госден и Шарон Бедер отмечают, что на встречах АПА имеют место многочисленные выставки, мероприятия с едой, напитками и теми или иными развлечениями, как, например, музыкальные представления, и всё это финансируется фармкомпаниями. Эти авторы также указывают, что фармкомпании предоставляют поддержку почти всем организациям, занятым в сфере психиатрической помощи.
По мнению Л. Мошера, Р. Госдена и Ш. Бедер, самым успешным средством маркетинга фармацевтических компаний является, вероятно, непосредственный личный контакт врачей и реализаторов препаратов (торговых представителей). При этом врачам предоставляется тщательно отфильтрованная информация, рекламные материалы и образцы производимой компаниями продукции. Фармацевтические компании также оказывают поддержку исследованиям, проводящимся в университетах, причём без этой поддержки многие отделения психиатрии, по-видимому, не смогли бы существовать. Располагая данными, полученными в клинических исследованиях, финансируемых самими же компаниями, фармкомпании решают, какие из этих сведений следует публиковать, выбирают авторов, пишут за них всё необходимое и осуществляют обзоры этих статей, чтобы представить информацию в наиболее выгодном для себя виде.
Для осуществления контркритики, как отмечают Л. Мошер, Р. Госден и Ш. Бедер, нанимаются выдающиеся представители академических кругов и учёные, которых труднее заподозрить в предвзятости, чем работников фармацевтических компаний. Авторы, критикующие деятельность фармкомпаний, дискредитируются и подвергаются гонениям со стороны своих коллег, в той или иной мере получающих за это вознаграждение от компаний. Прекращается финансирование изданий, публикующих невыгодные для фармацевтических компаний материалы. Были случаи подачи исков в суд на исследователей, публиковавших отрицательные обзоры результатов клинических испытаний, оплаченных этими компаниями.
Директор секции права, этики и психиатрии в Колумбийском университете Пол Аппельбаум, в прошлом возглавлявший Американскую психиатрическую ассоциацию, на ежегодной встрече АПА указал, что к третьему году обучения в медицинских вузах 94 % будущих психиатров становятся обладателями «небольших, не относящихся к учёбе подарков или получают приглашения на обед» от фармкомпаний.

## Примеры
Во многих метааналитических обзорных исследованиях упоминается о возможности искажения информации в исследованиях в пользу атипичных антипсихотиков. S. Ahmer, P. Arya проанализировали зависимость исходов РКИ по изучению эффективности антипсихотиков от источников финансирования и обнаружили, что в исследованиях, финансируемых фармацевтическими компаниями, достоверно чаще получались результаты в пользу нового препарата. Также характерно замалчивание отрицательных результатов действия атипичных антипсихотиков.
В 2006 году в American Journal of Psychiatry была опубликована статья, авторы которой (S. Heres, J. Davis, K. Maino, E. Jetzinger и др.) проанализировали 42 публикации о данных рандомизированных контролируемых испытаний, сравнивающих атипичные антипсихотики арипипразол, амисульприд, клозапин, оланзапин, кветиапин, рисперидон, сертиндол и зипразидон. 32 из этих 43 испытаний полностью или частично финансировались фармацевтическими компаниями. Исследование выявило корреляцию между спонсорской поддержкой и выводами, излагаемыми в абстрактах публикаций; в 90 % случаев в публикациях был сделан вывод о превосходстве препарата, выпускаемого финансирующей испытание компанией, над другими препаратами. В результате различные сравнения одних и тех же антипсихотических препаратов приводили к противоречащим друг другу выводам, зависящим от спонсорства исследований. Как отметили авторы, на результаты испытаний могли влиять различия в дозировках препаратов и наращивании доз, критерии включения пациентов в испытания и другие особенности клинических исследований, приводящие к смещённым результатам.
В том же году в Psychological Medicine была опубликована статья, авторы которой (R. E. Kelly, L. J. Cohen, R. J. Semple, P. Bialer и др.), рассмотрев данные клинических испытаний всех препаратов, используемых при лечении психических расстройств, опубликованные в четырёх рецензируемых психиатрических журналах с 1992 по 2002 год (всего этих публикаций оказалось 542), обнаружили, что процент исследований, спонсируемых фармацевтическими компаниями, увеличился от 25 % в 1992 году до 57 % в 2002 году. Также оказалось, что положительные результаты значительно чаще встречались в исследованиях, спонсируемых производителями исследуемых препаратов, чем в исследованиях, которые не финансировались фармкомпаниями или финансировались конкурентами фармкомпаний, выпускающих исследуемые лекарства. В исследованиях, спонсируемых производителями исследуемых препаратов, положительные результаты были получены в 78 % случаев, в исследованиях, которые не финансировались фармкомпаниями, — в 48 %, а в финансируемых конкурентами — в 28 % случаев.

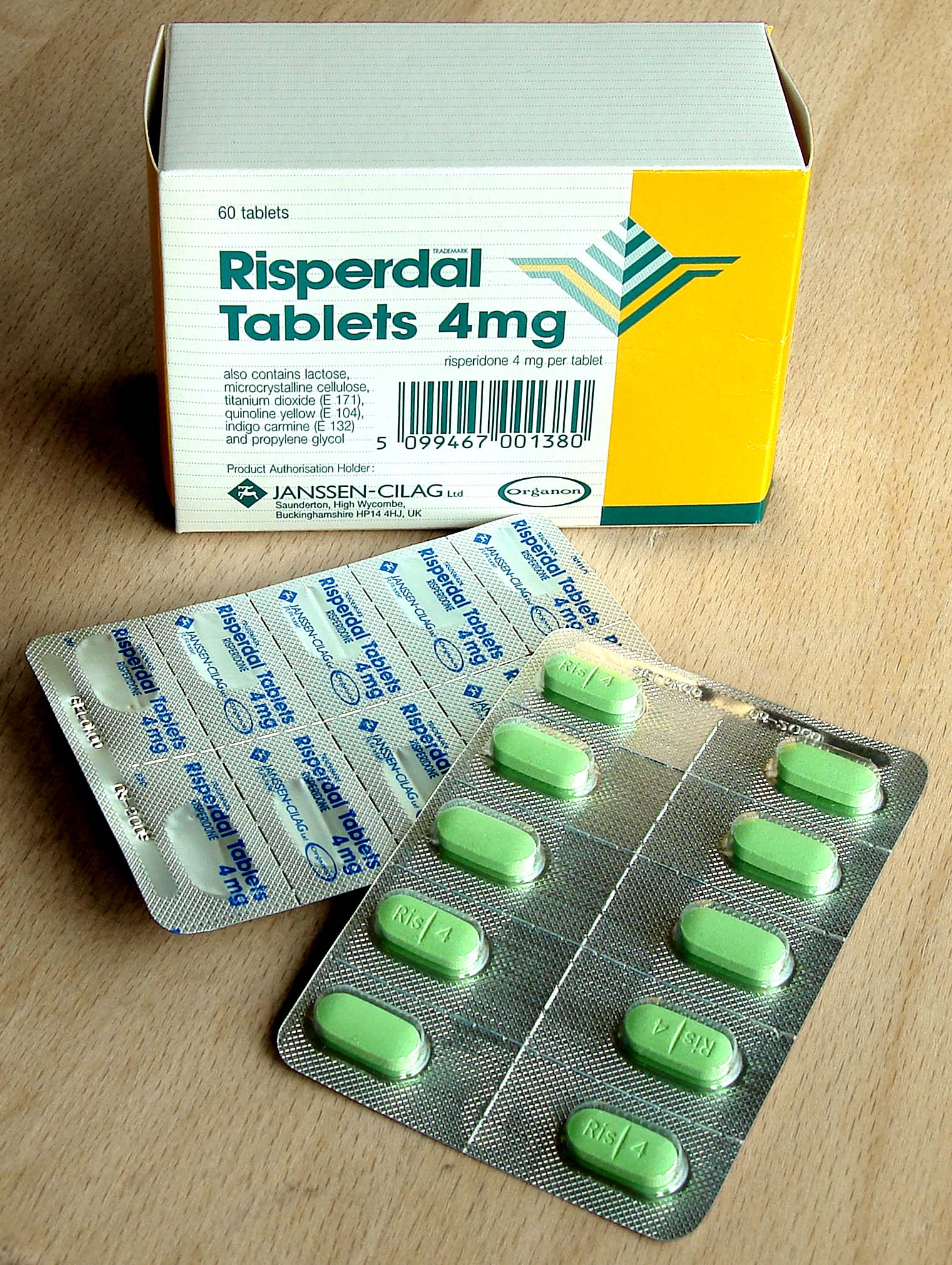
Риспердал (рисперидон), мощный атипичный нейролептик

Ещё один пример приводит B. Vastag, репортёр The Washington Post, в своём блоге на сайте газеты. Для того чтобы получить одобрение на использование восьми атипичных нейролептиков, было проведено 24 исследования — но четыре из этих исследований не были опубликованы в профессиональных журналах, и все четыре были не в пользу препаратов. Три из неопубликованных исследований показали, что новые препараты действуют не лучше, чем плацебо; два из этих трёх касались абилифая (арипипразола), и один — геодона (зипрасидона).
В 2008 году британская газета The Independent сообщила, что Гарвардский университет (США) оказался в центре научного и политического скандала после того, как трое широко известных сотрудников кафедры психиатрии были уличены в том, что они нарушили закон о конфликте интересов, не задекларировав миллионы долларов, полученных от фармацевтических компаний в качестве гонораров за консультации. Так, всемирно известный детский психиатр Джозеф Бидерман, заслугой которого является резкое увеличение применения сильнодействующих нейролептиков, не счёл нужным сообщить руководству университета по меньшей мере о 1,6 млн долларов США, полученных им от производителей этих препаратов; двое его коллег также не сообщили о полученных ими гонорарах в размере 1,6 и 1 млн долларов. Взаимоотношения между гарвардскими учёными и фармакокомпаниями являются давней темой дебатов, поскольку их исследования дали импульс прежде запрещённому применению антипсихотиков в педиатрии. В частности, как сообщала The New York Times, исследования Дж. Бидермана в области распространённости биполярного аффективного расстройства у детей привели к росту диагностики этого заболевания в детском возрасте. Компания Johnson & Johnson заплатила более 700 тыс. долларов научно-исследовательскому центру, возглавлявшемуся доктором Бидерманом в период с 2002 по 2005 год, и некоторые его работы рекламируют выпускаемый этой компанией нейролептик рисперидон (риспердал).
В 1999 году, как отмечает The Washington Post, компания AstraZeneca, производящая нейролептик сероквель (кветиапин), представила данные на конференции Американской психиатрической ассоциации и на психиатрической конференции в Европе; в заключении этих докладов было указано, что сероквель помогает пациентам, страдающим психозом, сбросить вес. Этот вывод сделан на основе спонсированного AstraZeneca исследования, проводившегося чикагским психиатром, который изучил отчёты по 65 пациентам, переведенным на сероквель. Тем не менее документы показывают, что AstraZeneca не вполне доверяла методам этого психиатра и относилась к нему без глубокого уважения. Ещё в 1997 году, по итогам исследования, которое получило название «Исследование 15», стало известно, что сероквель вызывает клинически опасное прибавление веса, — однако данные этого исследования были скрыты компанией. Подробности Исследования 15 были обнаружены в ходе судебных разбирательств, позволяющих утверждать, что сероквель стал причиной увеличения веса, развития гипергликемии и диабета у тысяч принимавших его пациентов.
Против Eli Lilly and Company, фармацевтической компании, производящей нейролептик зипрексу (оланзапин), подавались судебные иски в связи с рекламированием препарата для применения его не по назначению и в связи с утаиванием некоторых побочных эффектов (гипергликемия, сахарный диабет). Зная о риске прибавки веса у пациентов, компания, тем не менее, сводила к минимуму связь между зипрексой и лишним весом в широко распространявшемся видеоролике «Миф о диабете», использовавшем результаты исследований сомнительного качества и честности и ложную отчётность по побочным эффектам. Компания выплатила более миллиарда долларов, чтобы урегулировать судебные иски по зипрексе. Британский психиатр, профессор психологической медицины в университете Кардиффа Дэвид Хили упоминал о тщательно скрываемых данных исследований по использованию зипрексы, согласно которым этот препарат имеет самый высокий показатель самоубийств в истории клинических испытаний.
Сообщив о своих безуспешных попытках опубликовать замалчиваемые данные о клинических испытаниях в журналах, отказывавших ему в публикации, Дэвид Хили отметил, что, по этим данным, риск самоубийства у принимающих антидепрессанты гораздо выше, чем указывалось прежде в открытых источниках.
В комментарии к докладу Рабочей группы CINP (Collegium Internationale NeuroPsychopharmacologicum) «Терапия антидепрессантами и другие методы лечения депрессивных расстройств» Д. Хили писал:
Доклад одобряет позицию, согласно которой относительно скромное преимущество по сравнению с плацебо в отобранном числе клинических исследований означает, что антидепрессанты работают. <…> В исследованиях всегда осуществляется отбор; большое число исследований, демонстрирующих лишь незначительное или даже отсутствие преимуществ антидепрессантов по сравнению с плацебо, опубликованы и соответственно заявлены для определенных показаний. <…> …Ложным представляется подход, когда из 10 пациентов берут 5, отвечающих на эти антидепрессанты, и сравнивают с 4, отвечающими на плацебо, оценивая преимущество по данным рейтинговой шкалы, и заключают, что препарат работает. Когда сопоставляют 50% ответа на антидепрессанты против 40% ответа на плацебо, не учитывают, что ответ на антидепрессант в 80% случаев зависит от неспецифических факторов. Мы не в состоянии квантифицировать вклад различных неспецифических факторов, в то время как с готовностью квантифицируем специфическое влияние лекарств. Между тем оно отражает только 20% специфического ответа. И для кого-то деньги и культура, сложившаяся в психиатрии, могут служить основой для доказательного суждения в пользу 80%, а не 20% успеха.:182—183
Дэвид Хили также указывает на то, что антидепрессанты могут быть одобрены для использования лекарственными регуляторами даже в случае, если только 2 испытания из 100 показали эффективность конкретного препарата. При этом в крупных испытаниях даже небольшая разница между основной группой и группой плацебо может оказаться статистически значимой.

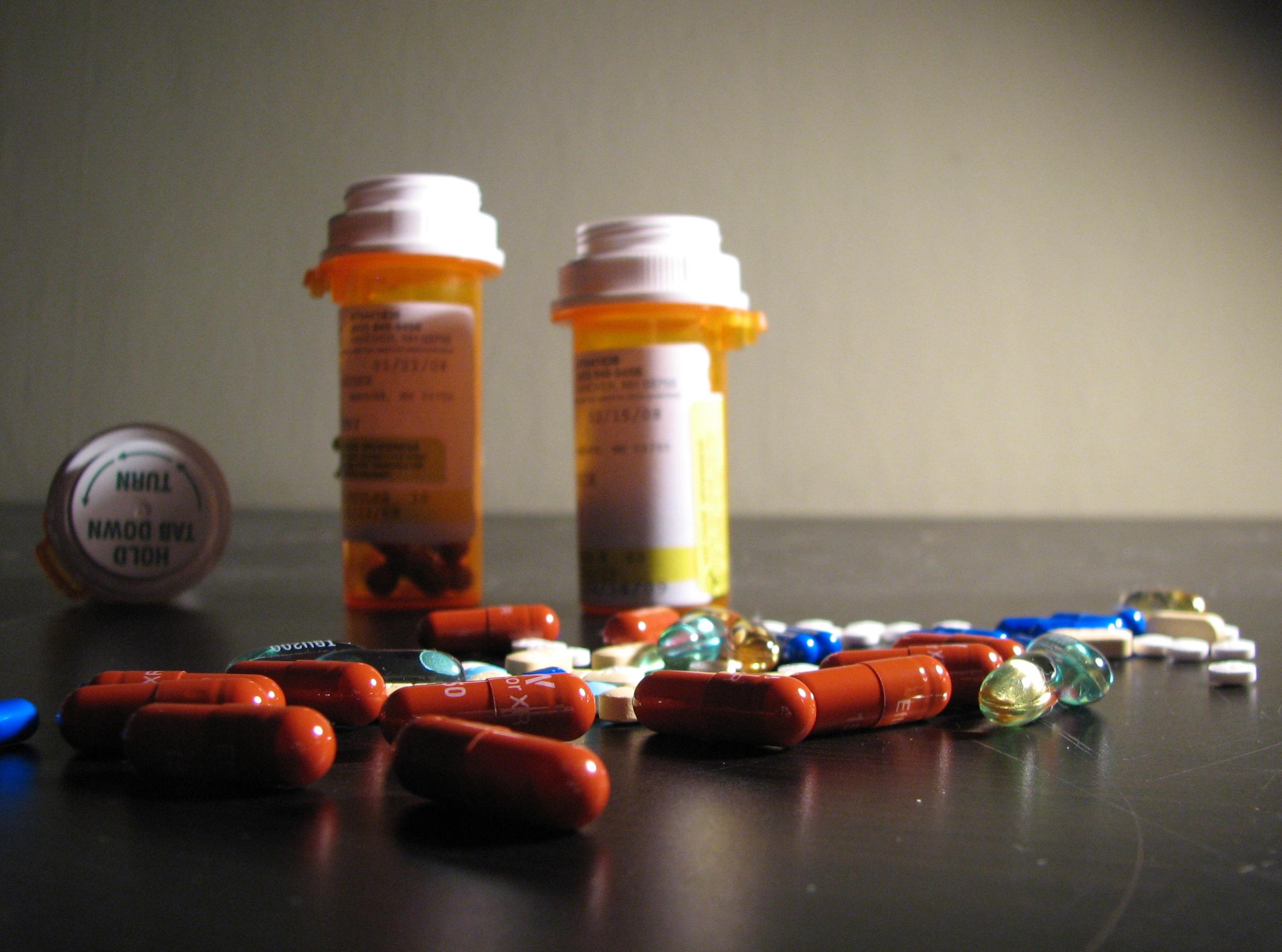
Антидепрессанты эффексор XR, сертралин, амитриптилин и другие нейротропные средства

Петер Гётше, один из основателей «Кокрановского сотрудничества», профессор по разработке клинических исследований и их анализу Копенгагенского университета, автор более 70 статей в ведущих медицинских журналах, таких как, в частности, British Medical Journal и The Lancet, подвергает сомнению качество клинических исследований эффективности антидепрессантов. Он отмечает, что в ряде исследований плацебо отличалось от активного препарата по физическим характеристикам, таким как текстура, цвет и толщина; что плацебо в подавляющем большинстве исследований действия антидепрессантов не имело побочных эффектов (например, сухости во рту), за исключением редких случаев, когда в качестве плацебо использовался атропин, и благодаря отсутствию побочных эффектов пациенты в исследованиях могли подозревать, что принимают не лекарство, а плацебо. Согласно выводам Гётше, истинная разница в улучшении состояния при использовании антидепрессантов и плацебо, видимо, значительно меньше, чем заявляемые в официальных результатах исследований 10 процентов, так как существуют доказательства, что двойное слепое исследование, в котором «ослепление» является недостаточным, может приводить к весьма существенному преувеличению эффективности препаратов.
Гётше также упоминает, что смещение в спонсируемых фармацевтической промышленностью испытаниях прозака (флуоксетина) очень велико: в прямых сравнительных испытаниях, где этот препарат был основным предметом исследования, существенно большему числу пациентов становилось от него лучше, чем в испытаниях, в которых прозак был компаратором (то есть использовался для сравнения).
Гётше отмечает, что в исследованиях, финансируемых фармацевтической промышленностью, занижаются данные о смертности людей, принимающих антидепрессанты. Основываясь на рандомизированных исследованиях, включённых в метаанализ 100 000 пациентов Управлением по санитарному надзору за качеством пищевых продуктов и медикаментов (Food and Drug Administration — FDA), Гётше подсчитал, что люди, принимающие антидепрессанты, по-видимому, в 15 раз чаще совершают самоубийства, чем сообщалось FDA. Например, в исследованиях действия флуоксетина и пароксетина 14 из 9956 пациентов совершили самоубийства, в то время как, по данным FDA, лишь 5 пациентов из 52 960 совершили суицид; отчасти это связано с тем, что FDA учитывало лишь события, произошедшие не более чем через 24 часа после того, как пациенты прекращали принимать препараты.
Ирвинг Кирш, известный американский психолог, произведя анализ ряда клинических исследований антидепрессантов (в том числе тех из них, данные о которых не попали в печать, так как в них были получены нежелательные результаты), обнаружил, что результаты большинства исследований являются отрицательными. Средняя разница между препаратами и плацебо составила лишь 1,8 балла по шкале Гамильтона (широко используемой для оценки симптомов депрессии) — разница хоть и значимая статистически, но бессмысленная клинически. Тем не менее, поскольку исследования с положительными результатами широко публиковались, а исследования с отрицательными результатами скрывались, общественность и медицинские работники пришли к убеждению, что эти препараты являются высокоэффективными антидепрессантами.
В 2008 году был проведен анализ (Turner и соавторы) как опубликованных, так и неопубликованных исследований действия 12 антидепрессантов; данные этих исследований были предоставлены авторам анализа Управлением по санитарному надзору за качеством пищевых продуктов и медикаментов. Было обнаружено, что 94 % из публиковавшихся ранее испытаний показали преимущество антидепрессантов в сравнении с плацебо; однако, рассмотрев результаты и публиковавшихся, и не публиковавшихся испытаний, Turner с соавторами обнаружили, что лишь около 51 % из них демонстрируют преимущество в сравнении с плацебо. Из 74 рассмотренных исследований только 38 имели положительные результаты, и почти все они были опубликованы. Исследования же с отрицательными или сомнительными результатами оказались по преимуществу либо не опубликованными (22 исследования), либо опубликованными с искажением результатов, в результате чего они представали как позитивные (11 исследований).
Специалист по статистике Ганс Меландер и его коллеги из Шведского лекарственного агентства в 2003 году показали, что опубликованные статьи об испытаниях антидепрессантов СИОЗС содержат существенные искажения по сравнению с данными об исследованиях, предоставленными в регистрационных заявлениях, присланных в агентство. Во всех 42 исследованиях, которые были представлены в агентство, кроме одного, компании выполнили как анализ по намерению, так и анализ в соответствии с протоколом (в котором не учитываются пациенты, выбывшие из исследования). Однако только в двух публикациях результатов исследований присутствовали оба анализа, в остальных же случаях давался лишь более благоприятный анализ — анализ в соответствии с протоколом. Это создавало у читателей ложное впечатление об эффективности препаратов. Кроме того, отдельные испытания иногда публиковались так, как если бы они были одним и тем же испытанием, отсутствовали перекрёстные ссылки на многочисленные публикации одного и того же испытания; иногда отсутствовали фамилии авторов, общих для всех публикаций.
Систематизированный обзор 29 опубликованных и 11 неопубликованных клинических исследований (авторы обзора — C. Barbui, T. Furukawa, A. Cipriani, 2008) показал, что один из наиболее популярных и часто назначаемых антидепрессантов — пароксетин не превосходит плацебо в отношении общей эффективности и переносимости лечения. Данные результаты не были искажены выборочным отбором опубликованных исследований.
В связи с повышенным риском самоубийства на фоне приёма пароксетина было подано несколько десятков судебных исков против производящей этот препарат компании GlaxoSmithKline. Юристам пострадавших сторон удалось получить доступ к внутренней документации компании и сделать в результате её изучения вывод, что GlaxoSmithKline ещё в 1989 году имела сведения о восьмикратном повышении риска самоубийства при приёме её препаратов. В целом риски самоубийства и склонности к самоубийству при использовании СИОЗС значительно выше, чем сообщают фармацевтические компании. Так, по меньшей мере три компании: GlaxoSmithKline, Eli Lilly and Company и Pfizer — добавляли в результатах клинических исследований случаи самоубийств и попыток самоубийства в группу плацебо, если они происходили до того, как пациенты были рандомизированы по группам. Кроме того, случаи суицидальных мыслей и поступков в результатах клинических испытаний нередко обозначались как «эмоциональная лабильность». Часто не регистрировались события, связанные с суицидальными намерениями, вызванными препаратом, если они произошли вскоре после отмены СИОЗС; наконец, данные о многих исследованиях, показавших нежелательные результаты, полностью скрывались.
По данным М. Мая, неприятные тенденции, которые он отмечает в области исследования биполярных расстройств, заключаются в пристрастности в пользу новых препаратов по сравнению с традиционными (главным образом с литием): в некоторых исследованиях уровень лития в крови был слишком низок, и потому неудивительно, что у этих пациентов отмечались худшие результаты лечения, чем у тех, которые получали новые психотропные средства; в нескольких отчётах о клинических исследованиях делался акцент на вторичных свойствах препаратов (например, отсутствии побочных эффектов), в результате чего исследования оценивались как позитивные, хотя по своему основному действию препарат не отличался от плацебо.
М. Май упоминает также, что The Lancet предал гласности один из случаев финансового конфликта противоположного рода: выяснилось, что автор статьи, где заявлялось о наличии связи между вакцинацией против кори и краснухи и несколькими случаями аутизма, имел финансовые связи с юридической фирмой, которая предъявила иск в пользу детей, якобы пострадавших от вакцинации.
Конфликт интересов очень существенно влияет и на российские публикации в области психиатрии. Например, кандидат медицинских наук доцент О. Р. Айзберг, проанализировав публикации об исследованиях эффективности лекарственных препаратов в «Журнале неврологии и психиатрии им. С. С. Корсакова» за 2004 год, обнаружил такие проблемы, свидетельствующие о некорректности этих исследований с этической точки зрения, как:
- Присутствие в заголовке статьи фирменного наименования лекарственного средства вместо международного непатентованного.
- Результат исследований во всех случаях положительный с рекомендацией использования препарата в клинической практике.
- Отсутствие контрольной группы в 14 исследованиях из 20, что приводит к некорректности исследований эффективности препаратов и делает само исследование в большинстве случаев бессмысленным.
- Назначение нескольких вмешательств группе пациентов и отсюда невозможность дифференцировать, какое именно из них оказало положительный эффект.
- Использование при наборе больных в исследование неясных диагностических рамок, не соответствующих Международной классификации болезней: психоорганический синдром, тревожно-депрессивное состояние, возрастное ухудшение памяти, дисциркуляторная энцефалопатия, хроническая ишемия головного мозга и др.
- Применение суррогатных критериев успеха лечения, мало пригодных для перенесения результатов исследования в клиническую практику.

О. Р. Айзберг указал на наличие проблем и в обзорных статьях этого журнала: так, в одной из статей, имеющей заглавие «Фармакологическое лечение заболевания N», 90 % текста статьи посвящено одному препарату F, хотя существует ещё 6 препаратов с эквивалентной эффективностью при данном заболевании. Как отметил О. Р. Айзберг, этические нарушения приводят к тому, что российские медицинские журналы «превращаются из витрины научных достижений и источника новых знаний для специалистов в маркетинговый отдел фармацевтических компаний». В российских медицинских журналах, как правило, отсутствует указание декларации интересов, в отличие от англоязычных журналов, где обычно указывается не только источник финансирования исследования, но и то, получали ли авторы статьи гонорары за свою деятельность (даже прямо не связанную со статьёй) от фармацевтических компаний.